# Hans Peter Keller
Hans Peter Keller (* 11. März 1915 in Rosellerheide/Neuss; † 11. Mai 1989 in Büttgen/Neuss) war ein deutscher Schriftsteller.

## Leben
Hans Peter Keller entstammte einer Kaufmannsfamilie. Er verbrachte seine Kindheit und Jugend in Neuss. 1934 begann er, auf Einladung eines katholischen Priesters in Löwen, für ein Semester ein Studium der Theologie und Philosophie an der flämischsprachigen  Katholischen Universität Löwen, das er in Köln fortsetzte.
1939 wurde er zur Wehrmacht eingezogen und nahm als Soldat am Zweiten Weltkrieg teil. 1942 erfolgte nach einer schweren Verwundung seine Entlassung aus der Wehrmacht. Danach führte er sein Studium in Köln weiter, beendete es jedoch ohne Abschluss.
Nach 1945 arbeitete Keller als Außenlektor für Schweizer Verlage in Basel und Thun. Er unternahm Vortragsreisen in Deutschland, der Schweiz und Frankreich. Er lebte an wechselnden Orten, u. a. auf Helgoland, in Paris und in Palermo (das waren alles kurzfristige Urlaubsfahrten). Seit seiner Eheschließung lebte er in Büttgen im Hause des von seiner Frau ererbten Hauses. Von 1955 bis 1983 war er Lehrer an der Düsseldorfer Buchhändlerschule; ab 1973 war er daneben Leiter der Volkshochschule in seinem Wohnort Büttgen.
Hans Peter Keller verfasste vorwiegend Gedichte und Aphorismen. In seinem lyrischen Werk sind zwei Phasen deutlich voneinander zu unterscheiden: Während Kellers Gedichte bis Ende der 1950er Jahre formal in der Tradition von Klassik und Romantik standen und stark vom Werk seines Freundes Emil Barths beeinflusst waren, schrieb er später sprach- und zeitkritische Gedichte in einem kühlen, knappen Ton.
Hans Peter Keller war Mitglied des Verbandes Deutscher Schriftsteller und seit 1966 des PEN-Zentrums der Bundesrepublik Deutschland. Er erhielt u. a. folgende Auszeichnungen: 1955 eine Ehrengabe der Thomas-Mann-Stiftung, 1956 den Förderpreis zum Heinrich-Droste-Preis, 1958 den Förderpreis zum Immermann-Preis der Stadt Düsseldorf sowie 1975 den Kogge-Literaturpreis der Stadt Minden.

## Werke
- Die schmale Furt, Hamburg 1938
- Sei getrost, uns braucht das Leben, Hamburg 1942
- Zelt am Strom, Ratingen 1943
- Magische Landschaft, Hamburg 1944
- Der Schierlingsbecher, Düsseldorf 1947
- Die Opfergrube, Basel 1953
- Die wankende Stunde, Wiesbaden 1958
- Die nackten Fenster, Wiesbaden 1960
- Herbstauge, Wiesbaden 1961
- Auch Gold rostet, Wiesbaden 1962
- Grundwasser, Wiesbaden 1965
- Panoptikum aus dem Augenwinkel, Wiesbaden 1967
- Stichwörter, Flickwörter, Wiesbaden 1969
- Licht hinterm Schatten, Duisburg 1970
- Kauderwelsch, Wiesbaden 1971
- Extrakt um 18 Uhr, Wiesbaden 1975
- Hans Peter Keller, Düsseldorf 1975
- Ein Selbst, das schmerzlich sich auf sich besinnt, Düsseldorf 1975

## Herausgeberschaft
- Emil Barth: Briefe aus den Jahren 1939 bis 1958. Wiesbaden 1968
- Geständnisse. Düsseldorf 1972 (zusammen mit Wilhelm Gössmann und Hedwig Walwei-Wiegelmann)
- Satzbau. Düsseldorf 1972 (herausgegeben zusammen mit Günter Lanser)